# Sidorenggo
Sidorenggo is een bestuurslaag in het regentschap Malang van de provincie Oost-Java, Indonesië. Sidorenggo telt 6651 inwoners (volkstelling 2010).